# NGC 7783B
NGC 7783B (другие обозначения — PGC 72808, NGC 7783-2, KCPG 595B, UGC 12837, ZWG 381.60, MCG 0-60-59, VV 208, NPM1G +00.0650, ARP 323) — галактика в созвездии Рыбы.
Этот объект не входит в число перечисленных в оригинальной редакции «Нового общего каталога» и был добавлен позднее.